# Suva

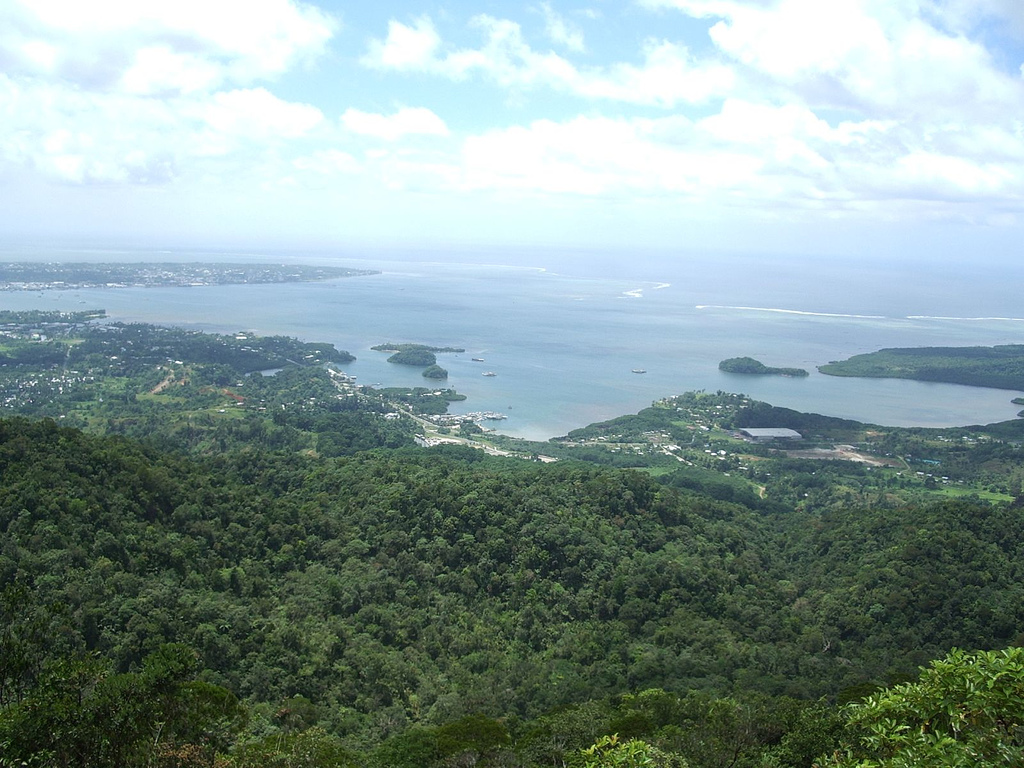
Lami a Suva od severozápadu (2005)

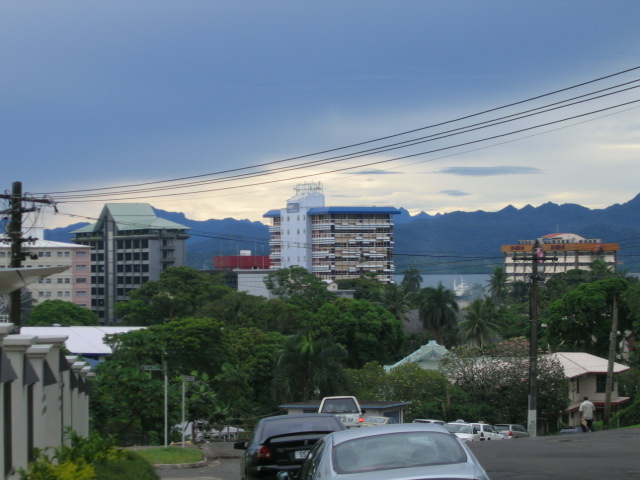
Centrum Suvy (2010)

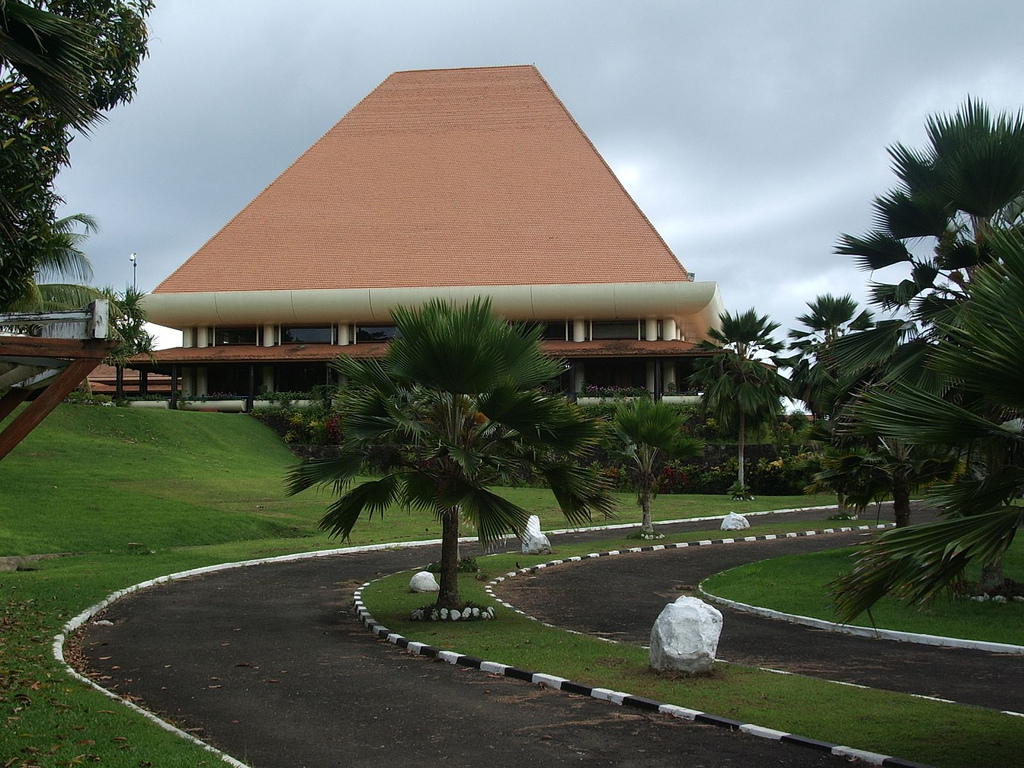
Nové sídlo fidžijského Parlamentu (2010)

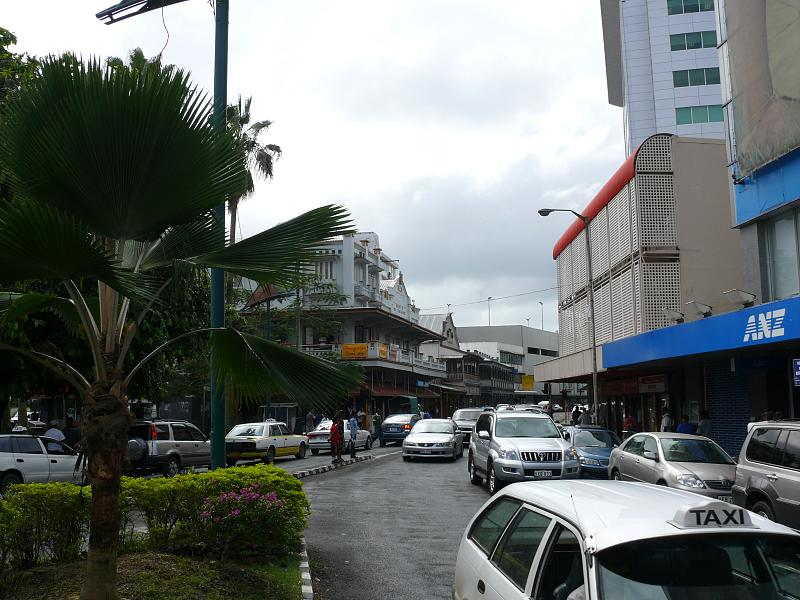
Renwick Road, Suva (2008)

Suva je fidžijské hlavní město. Nachází se na jihovýchodním pobřeží ostrova Viti Levu, v centrálním obvodu, jehož je též hlavním městem. Suva se stala hlavním městem v roce 1877. Při sčítání v roce 1996 měla 77 366 obyvatel, v roce 2007 85 691 obyvatel. Včetně příměstských oblastí měla v roce 1996 Suva 167 975 obyvatel, a v roce 2007 172 392 obyvatel. Celá sídelní oblast suvské aglomerace včetně přilehlých samostatných měst Lami, Nasinu a Nausori pak měla v roce 2007 327 971 obyvatel, takže je největší obydlenou oblastí Jižního Pacifiku vyjma Austrálie a Nového Zélandu.
Suva je hospodářským a politickým centrem Fidži. Je fidžijským hlavním přístavem. Suva je sídlem Jihopacifické univerzity, která má své pobočky v 13 dalších městech na různých ostrovech v Tichém oceánu.
Ačkoliv město leží na výběžku ostrova a je téměř celé obklopeno mořem, nejbližší pláž je vzdálena 40 kilometrů v Pacific Harbour. Okolní pobřeží je lemováno mangrovými porosty. Značná část centra, včetně budovy parlamentu, je postavena na mangrovníkových bažinách.
Suva je známá vysokým úhrnem srážek, výrazně vyšším než v Nadi, v západní části Viti Levu, která je místními označována jako „žhnoucí západ“.

## Historie
Za slib, že zaplatí dluhy za náčelníka z Bau, Seru Epenisa Cakobau, které měl vůči Spojeným státům, získala Australany založená Polynéská společnost v roce 1868 5000 km² půdy, z toho 575 km² u tehdejší osady Suva. Původním záměrem společnosti bylo pěstování bavlny, ale půda a podnebí se ukázaly pro toto jako nevhodné.
Po připojení Fidži ke Spojenému království v roce 1874, rozhodly koloniální úřady v roce 1877 přenést hlavní město z Levuky do Suvy. K oficiálnímu přenesení hlavního města došlo v roce 1882. Plukovník Královských ženistů F. E. Pratt, jmenovaný v roce 1875 generálním zeměměřičem, navrhl nové hlavní město, ve spolupráci s W. Stephensem a plukovníkem R. W. Stewartem.
Po vyhlášení Nařízení o zřízení městské samosprávy v roce 1909, získala v roce 1910 Suva statut města.
Město původně leželo na území o rozloze jedné čtverečné míle, přičemž tyto hranice zůstaly zachovány až do roku 1952, kdy byly připojeny části Muanikau a Samabula, čímž své území rozšířilo na 13 km². V říjnu toho roku byla Suva vyhlášena za City – na Fidži první. Následně byla připojeno předměstí Tamavua, a při posledním rozšíření hranic města byla připojeno předměstí Cunningham, ležící na sever od města. Růst města způsobil vznik mnoha dalších předměstí, které zůstávají mimo hranice města, ale spolu s městem tvoří metropolitní oblast, známou jako oblast Velké Suvy.
Město hostilo v roce 2003 Jihopacifické hry, již potřetí v řadě, ve 40leté historii. V rámci hostování akce byly v Suvě a okolí vybudovány nové tělocvičny a sportovní hala, plavecký bazén, stadion, hřiště pro pozemní hokej, financované vládou a 16 mil. dolary z rozvojové pomoci Čínské lidové republiky.

## Zeměpis a poloha
Suva je hlavním městem Fidži a přístavním městem ležícím na Suvském poloostrově, vybíhajícím do moře. Město se rozkládá na kopcovitém poloostrově mezi zálivy Laucala Bay a Suva Harbour na jihovýchodě ostrova Viti Levu. Hory na severu a západě zachycují jihovýchodní pasáty, přinášející vlhké podnebí po celý rok.
Je směsicí moderních budov a tradiční koloniální architektury. Suva je komerčním a politickým centrem Fidži, ani ne tak kulturní centrum, jako největší městská oblast v jižním Pacifiku mimo Austrálii a Nový Zéland. Je hlavním fidžijským přístavním městem.

### Centrum
Obchodní centrální okrsek zahrnuje území známé jako Střed. Jedna ze šesti částí Suvy zabírá téměř celou jihozápadní část Suvského poloostrova.

### Městské části
Město má šest částí, počínaje od středu města na sever po směru hodinových ručiček jsou to:
- Střed – centrum města, CBD, jádro města.
- Tamavua – obytná městská oblast.
- Cunningham – poloměstská obytná oblast.
- Nabua – obytná městská oblast se samostatným centrem, vojenská základna, policejní ředitelství Jižní oblasti, průmyslové zóny.
- Samabula – obytná městská oblast se samostatným centrem, univerzitou a velkou průmyslovou zónou.
- Muanikau – obytná městská oblast s velkými sportovními středisky, univerzitou a rekreační oblastí.

## Podnebí
Suva patří svým podnebím do klimatického pásma tropického deštného pralesa.
V průběhu roku zastihne město nepřeberné množství srážek. Průměrně zde spadne 3000 mm srážek ročně, v nejsušším měsíci červenci v průměru 125 mm. Ve skutečnosti, v průběhu všech 12 měsíců roku, je Suva na srážky bohatá. Stejně jako v mnoha jiných městech klimatického pásma tropického deštného pralesa jsou teploty relativně konstantní po celý rok, s průměrnou výškou asi 28 °C a minimem v průměru kolem 22 °C. Suva je známá svými dešti, má výrazně vyšší srážky než Nadi na západní straně ostrova Viti Levu, který je mezi obyvateli Suvy znám jako "žhnoucí západ". První guvernér Fidži, pan Arthur Gordon, prý poznamenal, že v Suvě prší jako nikde jinde, stěží hledat jeden den bez deště. Nejvydatnější srážky jsou pozorovány od listopadu do května, zatímco mírně chladnější měsíce od června do října, jsou podstatně sušší.

## Zajímavosti

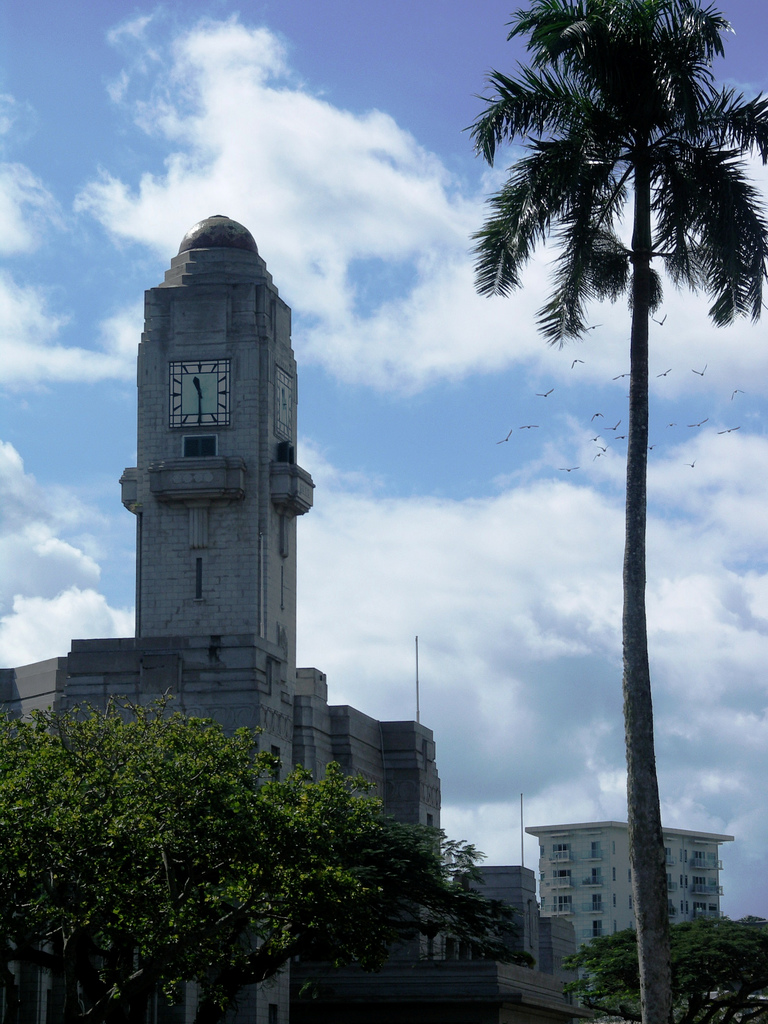
Vládní budova, Suva (2008)

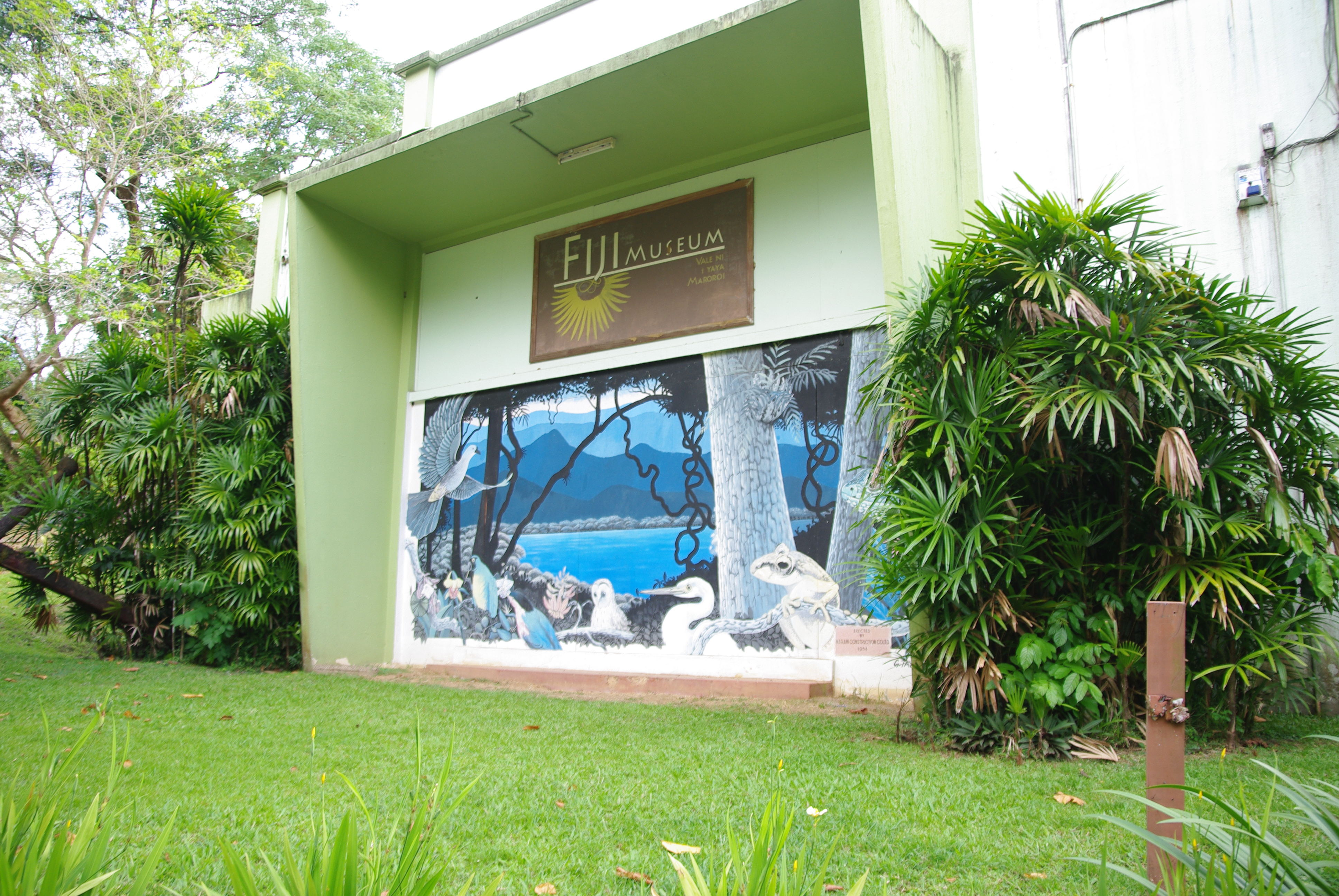
Fidžijské muzeum, Suva (2008)

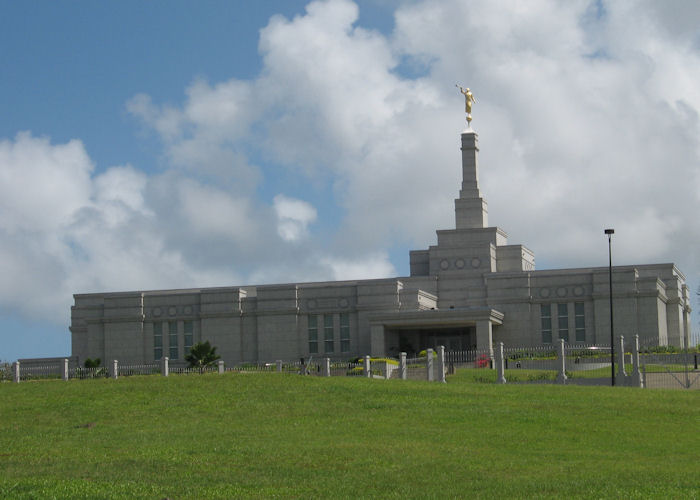
Mormonský chrám, Suva (2007)

- Thurston Gardens – městské zahrady.
- Suva City Library – Známým orientačním bodem je Městská knihovna Suvy (též známá jako Knihovna Carnegie), byla postavena v roce 1909, stejně jako mnoho dalších koloniálních budov.
- Government buildings – komplex vládních budov stojí na místě ústí potoka, do něhož bylo v roce 1935 zaraženo přes pět kilometrů železobetonových pilířů, aby na nich mohly vzniknout masivní stavby. Základní kámen byl položen v roce 1937, stavba byla dokončena v roce 1939; Nové křídlo pro Parlament bylo dokončeno v roce 1967, ale ten se přestěhoval do nového areálu na Ratu Sukuna Road v roce 1992.
- Vládní dům – byl dříve sídlem fidžijských koloniálních guvernérů a po vyhlášení nezávislosti v roce 1970, generálních guvernérů. Dnes je oficiálním sídlem fidžijského prezidenta. Původně postaven v roce 1882, po zničení bleskem v roce 1921 pak přestavěn v roce 1928.
- Suva campus – areál suvské Univerzity jižního Tichomoří (USP), zabírá to, co bylo kdysi vojenskou základnou Nového Zélandu. Jedná se o největší z mnoha USP areálů rozesetých po celém jižním Tichomoří a největší univerzitou na tichomořských ostrovech mimo Havaj. Nabízí studium, které je mezinárodně uznávané a schválené.
- Fiji Museum – Fidžijské muzeum se nachází v zahradě Thurston Gardens, bylo založeno v roce 1904 a původně sídlilo na staré městské radnici, ale v roce 1954 se nastěhovalo do darovaného objektu. V muzeu se nacházejí nejrozsáhlejší sbírky fidžijských artefaktů na světě, je také výzkumnou a vzdělávací institucí, která se specializuje na archeologii, uchování ústní tradice Fidži, a publikaci materiálů o fidžijském jazyce a kultuře.
- Suva má asi 78 parků, mezi ně patří i nová zahrada Takashi Suzuki, park Apted na mysu Suva Point, který je oblíbeným místem pro pozorování východu a západu slunce, zahrady Thurston Gardens, která byla otevřena v roce 1913 a schraňuje planě rostoucí rostliny z celého jižního Pacifiku.
- Suva má také mnoho nákupních a obchodních center, zejména na Cumming Street, která pochází z dob koloniálních časů a je živou a barevnou nákupní zónou. Charakterem těchto ulic jsou původní koloniální budovy a úzké ulice. Více moderních nákupních center, jako je například Suva Central Shopping Mall, Mid-City Mall, stejně jako MHCC, jsou výsledkem rozvoje města a dávají mu moderní a propracovaný vzhled. Na začátku prosince 2009 panorama středu města navždy změnilo otevření TappooCity v hodnotě $ 25,700,350.00 USD, tj. 50,000,000.00 fidžijských dolarů joint venture, 6podlažní nízká stavba, projektovaná FNPF & Tappoo, skupinou společností na Fidži a v jižním Pacifiku, je největší obchodní mall v současné době mimo Austrálii a Nový Zéland. V lednu 2011 začaly stavební práce na mini-mall komplexu v ulici Grantham Road za sportovním komplexem CITY a v blízkosti University jižního Tichomoří v hodnotě 30 milionů dolarů, jehož součástí bude restaurace, prodejny a kina, očekává se, že dokončeno bude do konce roku 2011.[4]

## Hospodářství
Na rozdíl od většiny měst a obcí na Fidži i jinde po celém světě, se Suva nerozvinula na základě jednoho odvětví, ale postupně se rozvíjela z křižovatky v jedno z největších měst v Austrálii a Oceánii.
Suva je komerčním centrem, sídlem většiny bank na Fidži, které mají své sídlo zde v Tichomoří, včetně Australia and New Zealand Banking Group(ANZ) a banky Westpac. Sídlí zde většina národních finančních institucí, nevládních organizací a ministerstev a úřadů. Sídlo tu má Air Pacific  tak i and Air Fiji. 
Velká část fidžijské mezinárodní přepravy se provádí na Kings Wharf Suva, stejně jako kotvení mezinárodních výletních lodí, což vedlo k růstu významu Suvy v cestovním ruchu.
V Suvě je poskytována řada služeb a vytvářejí základnu pro průmyslové a obchodní aktivity. Jsou zde velké průmyslové oblasti, největší se nachází u zálivu Walu Bay, kde je velká koncentrace továren a skladů dovozních a exportních firem. V této oblasti je také řada loděnic na stavbu lodí a jejich opravy, stejně jako kontejnerových překladišť. Nachází se zde také pivovar a mnoho tiskáren. Jiné významné průmyslové zóny se nachází ve Vatuwaqa, Raiwaqa a Laucala Beach.
Suva a její ulice, jako populární Cumming Street Parade a Victoria, jsou rovněž velkou obchodní a nákupní scénou. Je zde mnoho nákupních komplexů a mnoho trhů, které lze navštívit.

## Partnerská města
- Pej-chaj, Kuang-si, Čína[7]
- Tchaj-pej, Tchaj-wan
- Brighton, Tasmánie, Austrálie